# Crédit Agricole (wielerploeg)/2005
Deze pagina geeft een overzicht van de wielerploeg Crédit Agricole in 2005.
| Naam                | Geboortedatum | Nationaliteit       | Ploeg 2004               |
| ------------------- | ------------- | ------------------- | ------------------------ |
| Francesco Bellotti  | 06-08-1979    | Italië              | Team Barloworld          |
| László Bodrogi      | 11-12-1976    | Hongarije           | Quick·Step-Davitamon     |
| Aleksandr Botsjarov | 26-02-1975    | Rusland             |                          |
| Pietro Caucchioli   | 28-08-1975    | Italië              | Alessio                  |
| Julian Dean         | 28-01-1975    | Nieuw-Zeeland       |                          |
| Patrice Halgand     | 02-03-1974    | Frankrijk           |                          |
| Cédric Hervé        | 14-11-1979    | Frankrijk           |                          |
| Sébastien Hinault   | 11-02-1974    | Frankrijk           |                          |
| Thor Hushovd        | 18-01-1978    | Noorwegen           |                          |
| Sébastien Joly      | 25-06-1979    | Frankrijk           | Jean Delatour            |
| Mads Kaggestad      | 22-02-1977    | Noorwegen           |                          |
| Andrej Kasjetsjkin  | 21-03-1980    | Kazachstan          |                          |
| Jaan Kirsipuu       | 17-07-1969    | Estland             | Ag2r Prévoyance          |
| Christophe Le Mével | 11-09-1980    | Frankrijk           |                          |
| Eric Leblacher      | 21-03-1978    | Frankrijk           |                          |
| Cyril Lemoine       | 03-03-1983    | Frankrijk           | Crédit Agricole espoirs  |
| Geoffroy Lequatre   | 30-06-1981    | Frankrijk           |                          |
| Christophe Moreau   | 12-04-1971    | Frankrijk           |                          |
| Dmitri Moeravjev    | 02-11-1979    | Kazachstan          |                          |
| Damien Nazon        | 26-06-1974    | Frankrijk           | Brioches la Boulangère   |
| Kilian Patour       | 20-09-1982    | Frankrijk           | Crédit Agricole espoirs  |
| Benoît Poilvet      | 27-08-1976    | Frankrijk           |                          |
| Sébastien Portal    | 04-06-1982    | Frankrijk           | UC Châteauroux (espoirs) |
| Saul Raisin         | 06-01-1983    | Verenigde Staten    | Crédit Agricole espoirs  |
| Yannick Talabardon  | 06-07-1981    | Frankrijk           | Saint-Quentin Oktos      |
| Nicolas Vogondy     | 08-08-1977    | Frankrijk           | Fdjeux.com               |
| Bradley Wiggins     | 28-04-1980    | Verenigd Koninkrijk |                          |

## Teams

### 09.02.2005–13.02.2005:Ronde van de Middellandse Zee
81. Thor Hushovd
82. Pietro Caucchioli
83. Cédric Hervé
84. Kilian Patour
85. Mads Kaggestad
86. Dmitri Moeravjev
87. Damien Nazon
88. Bradley Wiggins
1999 · 2000 · 2001 · 2002 · 2003 · 2004 · 2005 · 2006 · 2007 · 2008
Bouygues Télécom · Cofidis, Le Crédit par Téléphone · Crédit Agricole · Team CSC · Davitamon - Lotto · Discovery Channel Pro Cycling Team · Domina Vacanze · Euskaltel - Euskadi · Fassa Bortolo · La Française des Jeux · Team Gerolsteiner · Illes Balears - Caisse D'Espargne · Lampre - Caffita · Liberty Seguros - Würth Team · Liquigas - Bianchi · Phonak Hearing Systems · Quick Step - Innergetic · Rabobank · Saunier Duval - Prodir · T-Mobile Team